# Drain the Blood
«Drain The Blood» es el primer sencillo por The Distillers en su tercer álbum Coral Fang. Fue el no. 28 en la lista de Billboard Alternative Songs.

## Lista de canciones
1. «Drain the Blood»
2. «Dismantle Me» (acoustic)
3. «Cincinnati»

- Datos: Q8770688